# Andrew Beauchamp-Proctor
Andrew Beauchamp-Proctor (4 septembre 1894 à Mossel Bay - 21 juin 1921 à Hendon (en)) est un officier sud-africain.
Il fut pendant la Première Guerre mondiale le plus grand as de l'aviation de l'Afrique du Sud avec 54 victoires homologuées. Il a reçu la Victoria Cross, qui est la plus haute décoration pouvant être attribuée à un Anglais ou habitant du Commonwealth.

## Jeunesse
Il fut assistant à l'Université du Cap, et étudiant en ingénierie quand la guerre éclata en Europe. Il arrêta ses études et rejoignit les troupes du Duc d'Édimbourg (Duc of Edinburgh's Own Rifles) sorte de garde nationale basée en Afrique.
Il sera aiguilleur sur le front des colonies allemandes du sud-ouest africain, aujourd'hui Namibie. Il est démobilisé en 1915 et décide aussitôt d'aller travailler pour la South African Field Telegraph et réintègre l'université où il reprend ses études et continue ainsi sa troisième année.

## 1917-1918
En mars 1917, il intègre le Royal Flying Corps (RFC) en tant que mécanicien aérien de troisième classe. Puis il devient pilote après être passé à l'École militaire aéronautique d'Oxford. Sa taille de 1 mètre 58 nécessite qu'on lui aménage son avion avec des rehausseurs et diverses allonges de bois pour atteindre correctement les commandes. En juin 1917, il fait son premier vol en solo après seulement 5 heures d'instruction au total.
Le 23 septembre 1917, le 84e Escadron dont il fait partie arrive en France sous le commandement du Major William Sholto Douglas. Cet escadron deviendra l'un des plus efficaces et prestigieux de la RFC/RAF avec un total de 323 victoires et 25 as.
Après des débuts difficiles au sein de l'escadron où il n'est pas considéré comme un vrai pilote à cause de plusieurs crashs, il modifie encore et encore son poste de commande et obtient sa première victoire le 3 juin 1918 face à un biplace allemand. Puis, en février, il remporte 4 victoires. Dès lors, il devient un as puisqu'ayant 5 victoires.
Il est désormais lancé et, à la fin de la guerre, il totalisera 54 victoires.

## Décorations
- Military Cross, le 22 juin 1918
- Distinguished Flying Cross, le 3 août 1918
- Ordre du Service distingué, le 2 novembre 1918
- Victoria Cross, le 30 novembre 1918

## Après Guerre
Il entreprend une tournée de conférence de 4 mois aux États-Unis et rentre en Angleterre où il obtiendra un poste permanent comme lieutenant de vol dans la RAF.
On lui octroie un congé d'une année pendant la cérémonie d'investiture de la Victoria Cross au palais de Buckingham.
Il en profitera pour finir sa licence en sciences de l'ingénierie.
Il se tue à bord d'un Sopwith Snipe lors d'un entraînement en vue d'un meeting aérien à l'aérodrome de Hendon le 21 juin 1921 à l'âge de 26 ans.